# 간츠 (영화)
《간츠》(일본어: ガンツ)는 2011년 1월 29일 개봉한 일본 영화이다. 슈에이샤의 주간 영 점프에서 연재된 동명의 만화 간츠를 원작으로 2011년 개봉한 일본의 SF 액션 영화이다. 총 2부작으로 전편·후편으로 나뉘어 개봉되었다.

## 개요
- 2009년 10월 7일 일본의 각 언론사에 의해 제작이 밝혀졌다. 2009년 11월에 크랭크인, 2010년 4월에 크랭크업하였다. 일본에서는 전편의 PART1 〈GANTZ(간츠)〉가 2011년 1월 29일, 후편의 PART2 〈GANTZ PERFECT ANSWER(간츠 퍼펙트 앤써)〉가 2011년 4월 23일에 개봉되었다.
- 전편은 미국 로스앤젤레스의 할리우드에 있는 구로만즈 차이니즈 극장에서 일본의 방화 사상 최초의 무대 인사가 진행되었다. 전 세계 20개국에서 공개 예정.
- 원작 만화의 간츠 영화화에 대해서는 미국 할리우드를 비롯한 일본내외의 많은 영화사 프로덕션이 쟁탈전을 벌이고 있었지만, NTV가 영화화에 대한 권리를 획득했다.
- 일본에서는 전편은 전국 410개 스크린에서 개봉되어, 2011년 1월 29일, 30일 첫날 2일간으로 흥행수입은 5억.9억엔, 관객수는 45만 4,220명으로 영화 흥행 랭킹 (흥행 통신사 조사)에서 첫 등장 1위를 차지했다.[1] 또한 개봉 2주차에는 관객수 100만명 & 흥행수입 10억엔을 돌파하여, 2주차 연속 랭킹 1위가 되었다.[2] 개봉 23일째에는 누적 흥행수입 25억.3억엔, 관객수 202만 3,568명을 동원해 다시 랭킹 1위가 되었다.[3]
- 후편의 개봉 전날의 2011년 4월 22일에는 오리지널 스토리 〈ANOTHER GANTZ(어나더 간츠)〉가 NTV "금요일 특별 로드쇼"에서 방송되었다. 전편 〈간츠(GANTZ)〉의 내용을 극장판에서는 등장안한 프리 라이터의 키쿠치 세이치(카토 하루히코)의 시선으로 그린 이야기이다. 극장판과 마찬가지로 사토 신스케와 와타나베 유스케가 감독·각본을 담당했다.
- 후편 〈간츠 퍼펙트 앤써(GANTZ PERFECT ANSWER)〉는 일본에서 전국 375개 스크린에서 개봉되어 2011년 4월 23일, 24일 첫날 2일간으로 흥행수입 5억.5억엔, 관객수 42만 3,675명을 동원해 영화 흥행 랭킹 (흥행 통신사 조사)에서 첫 등장 1위를 차지했다.[4] 주요 관객은 여성을 중심으로 지지를 받아, 일본의 영화 잡지 "피아"에서 조사한 첫날 만족도 랭킹(피어 영화 생활 조사)에서도 1위를 차지했다. 대한민국에서는 제14회 부천국제판타스틱영화제에서 전편과 후편 모두 발매 직후 약 2분만에 매진하는 영화제 최단 시간 매진을 기록하였다.[5]
- 일본에서는 2011년 7월 13일 발매된 전편 DVD & Blu-ray(블루레이)는 발매 첫주에 DVD가 3.5만장, 블루레이가 2.2만장을 판매하여, 오리콘 주간 DVD, Blu-ray 랭킹에서 모두 선두가 획득해, 일본의 방화 작품으로는 최초의 2관왕의 쾌거를 달성했다. 또한 2011년 10월 14일 발매의 후편은 발매 첫 주 DVD가 3.2만장, Blu-ray 2.1만장 판매를 하여, DVD와 블루레이 판매 랭킹에서 오리콘 주간 랭킹 종합 선두가 되어, 일본의 방화 작품 첫 시리즈 연속 동시 선두를 달성하였다.

## 등장 인물
출연진과 스탭은 전·후편 모두 동일함
- 쿠로노 케이 : 니노미야 카즈나리
- 카토 마사루 : 마츠야마 켄이치
- 코지마 타에 : 요시타카 유리코
- 니시 죠이치로: 혼고 카나타
- 키시모토 케이 : 나츠나
- 키타쿠라 레이코 : 토다 나호
- 아유카와 에이코 : 이토 아유미
- 스즈키 료이치 : 다쿠치 토모로오
- 시게타 마사미츠 : 야마다 타카유키
- 카토 아유무 : 치사카 켄스케
- 사쿠라이 히로토 : 시라이시 슌야
- 쿠로노 켄이치 : 아사노 카즈유키
- 야마다 마사시 : 코마츠 토시마사
- 이나모리 타카시 : 오치아이 모토키
- 하타나카 키요 : 고바야시 카즈히데
- 시라이시 이즈미 : Merii
- 스기모토 카요 : 이치카와 치에코
- 스기모토 료타 : 하루나 쇼우야
- 고바야시 신이치 : 사카타 마사노부
- 오카자키 아키토시 : 후루사와 유스케
- 도쿠가와 무쇼우 : 츠치히라 돈페이
- 다카하시 코키 : 와카바 류야
- 사카노 리사 : 겐카쿠 유코
- 야마모토 마코 : 미도리 유리에
- 나카무라 쇼타로 : 코시무라 토모카즈

외

## 스탭
- 원작 : 오쿠 히로야
- 감독 : 사토 신스케
- 각본 : 와타나베 유스케
- 음악 : 카와이 켄지 〈Sound of GANTZ〉, 〈Sound of GANTZ PERFECT ANSWER〉
- 기획 프로듀서 : 사토 타카히로
- 제작 지휘 : 미야자키 히로시
- 제작 : 오오야마 쇼사쿠, 토리시마 카즈히코, 후지시마 쥬리 케이코, 호리 요시타카, 히라이 후미히로, 무라카미 히로야스, 오하시 젠코, 토바 켄지로
- 앵커 제크티 프로듀서 : 오쿠다 세이지
- 수석 프로듀서 : 스가누마 나오키
- 프로듀서 : 타나카 마사, 이즈카 노부히로
- 라인 프로듀서 : 모리 타츠야
- 특수 촬영 감독 : 카미야 마코토
- 액션 감독 : 시모무라 유우지
- 촬영 감독 : 카와츠 타로
- 미술 감독 : 하라다 야스아키
- 녹음 : 요코노 카즈시코
- 편집 : 이마이 츠요시
- 의상 : 미야모토 미사에
- 헤어 메이크업 : 혼다 마리코
- 스크립터 : 다구치 료코
- CG 프로듀서 : 토시마 유사쿠
- CG 디렉터 : 도이 키요시
- VFX 슈퍼 바이저 : 마에카와 히데아키
- CG 제작 : 디지털 프론티어
- 특수 조형 프로듀서 : 아리카와 아키히로
- 특수 조형 제작 디자인 : 시마다 토모키
- 간츠 슈트 디자인·제작 : 타케다 단고
- 무기 디자인 : 타나카 타츠유키
- 선전 프로듀서 : 다카하시 아키코
- 조감독 : 타코하게
- 제작 담당 : 아라키 마사토
- 기획 협력 : 슈에이샤 〈주간 영 점프〉 편집부
- 기획 제작 : NTV
- 제작 프로덕션 : 니카츠 촬영소
- 배급 : 도호
- 제작 : 2011 〈GANTZ〉 FILM PARTNERS (NTV, 슈에이샤, 도호, 제이 스톰, 호리프로, Bob, 요미우리 TV 방송, 요미우리 신문, 니카츠, 삿포로 TV 방송, 미야기 TV 방송, 시즈오카 제1 TV 방송, 츄교 TV 방송, 히로시마 TV 방송, 후쿠오카 TV 방송)

## 간츠
《간츠》(일본어: ガンツ)는 2011년 1월 29일 개봉한 일본 영화이다. 슈에이샤의 주간 영 점프에서 연재된 동명의 만화 간츠를 원작으로 한 실사 영화로 전편(제1탄)이다. 대한민국에서는 같은 해 7월 28일 개봉되었다.

### 스토리
- 간츠 (GANTZ)

취업중인 대학생·쿠로노 케이와 정의감이 강한 카토 마사루의 두 사람은 어느 날 전철에서 사고를 당해 목숨을 잃는다. 사망을 한 것이 분명한 두 사람이 검은 수수께끼의 구체 "GANTZ"에 소환되어 다른 세계의 별나라 사람들과의 싸움을 강요 당하게 된다. 피로써 피를 씻는 싸움에 대해 카토는 혐오하지만, 쿠로노는 전투를 통해 몰랐던 자신의 숨겨진 힘에 자신의 존재를 발견한다.

## 간츠 퍼펙트 앤써
《간츠 퍼펙트 앤써》(일본어: ガンツ・パーフェクトアンサー)는 2011년 4월 23일 개봉한 일본 영화이다. 슈에이샤의 주간 영 점프에서 연재된 동명의 만화 간츠를 원작으로 한 실사 영화로 후편(제2탄)이다. 대한민국에서는 미개봉 영화이다.

### 스토리
- 간츠 퍼펙트 앤써 (GANTZ PERFECT ANSWER)

전투에 대항하며 살아가는 것을 선택하는 쿠로노 케이. 한편 폭력에 지배된 세계를 혐오하고 싸움을 부정하는 카토 마사루는 사투 속에 목숨을 버린다. 가까이에 있는 삶과 죽음을 실감한 쿠로노은 100점 메뉴 안에 카토를 되살리기 위해 싸움을 계속한다. 한편 과거에 100점을 얻어, 간츠를 졸업한 멤버의 아유카와 등은 부활해, 든든한 동료들과 함께 점수를 쌓아 순조롭게 것처럼 보였던 쿠로노. 그러나 카토는 기괴한 부활과 간츠 멤버 주위를 맡고 다니는 수수께끼의 남자와 최강의 적이 출현을 하면서 간츠는 무언가가와 차질을 빚기 시작한다. 그리고 이변이 일어나기 시작했던 간츠가 다음 타겟으로 선택한 것은, 별나라의 사람이 아니라 쿠로노라는 것이 밝혀지는데...

## 관련 상품
- 오리지널 사운드 트랙
  - 〈Sound of GANTZ〉 (2011년 1월 26일 발매, Bob)
  - 〈Sound of GANTZ PERFECT ANSWER〉 (2011년 4월 26일 발매, Bob)
- 사진집
  - 〈GANTZ VISUAL BOOK〉 (편집 : MORE 편집부, 2011년 1월 21일 발매, 슈에이샤) ISBN 978-4-0878-0592-5
- 소설
  - 〈영화 GANTZ〉 (저자 : 쿠사카베 마사토시, 영화 각본 : 와타나베 유스케, 만화 원작 : 오쿠 히로야, 2011년 1월 31일 발매, 슈에이샤) ISBN 978-4-0870-3237-6
- 소프트화

일본의 유통사는 밥(Bob).
- - 〈into the "G"〉 (1매 셋트·전편 탐색 DVD, 2010년 12월 1일 발매)
  - 〈into the "G" II〉 (1매 셋트·후편 탐색 DVD, 2011년 4월 20일 발매)
  - 〈ANOTHER GANTZ 감독판〉 (DVD 1장 세트, 2011년 5월 13일 발매)
  - 〈GANTZ〉 (2장 세트, 2011년 7월 13일 발매)